# Гај (Ново Горажде)
Гај је насељено мјесто у општини Ново Горажде, Република Српска, БиХ. Према попису становништва из 2013. насеље више нема становника.

## Историја
Прије рата, насеље се у потпуности налазило у саставу предратне општине Горажде. Послије потписивања Дејтонског споразума, дио његове територије улази у састав Републике Српске.

## Становништво
Према званичним пописима, Гај је имао сљедећи етнички састав становништва:
| Националност | 1991.       | 1981.       | 1971.       |
| Муслимани    | 39 (92,86%) | 45 (88,24%) | 60 (83,33%) |
| Срби         | 3 (7,143%)  | 6 (11,76%)  | 12 (16,67%) |
| Укупно       | 42          | 51          | 72          |

| Демографија | Демографија | Демографија |
| Година      | Становника  | Становника  |
| ----------- | ----------- | ----------- |
| 1971.       | 72          |             |
| 1981.       | 51          |             |
| 1991.       | 42          |             |
| 2013.       | 0           |             |